# Gymnothorax berndti
Gymnothorax berndti là một loài cá lịch biển trong chi Cá lịch trần, họ cá lịch biển, được tìm thấy trong các rạn san hô ở Thái Bình Dương và Ấn Độ Dương phía Tây ở độ sâu tới 300 m. [1] Nó lần đầu tiên được đặt tên bởi Snyder năm 1904.